# Dieter Lamlé
Dieter Lamlé (* 1960 in Pretoria) ist ein deutscher Diplomat. Seit 2023 ist er Botschafter in Argentinien.

## Leben
Lamlé wurde im Jahr 1960 in Pretoria als Sohn eines deutschen Diplomaten geboren. Er ist verheiratet und hat vier Kinder.
Von 1978 bis 1983 studierte er Rechtswissenschaft in Regensburg. Von 1984 bis 1987 folgte der juristische Vorbereitungsdienst (Rechtsreferendariat) in Bayern.

## Laufbahn als Diplomat
Nach erfolgreich absolviertem Auswahlwettbewerb für den höheren Auswärtigen Dienst der Bundesrepublik Deutschland nahm Lamlé von 1987 bis 1988 an der Attachéausbildung (Vorbereitungsdienst) in der Aus- und Fortbildungsstätte des Auswärtigen Amts in Bonn-Ippendorf teil.
Es folgte eine einjährige Verwendung als Referent in der Zentrale des Auswärtigen Amts, bevor Lamlé von 1989 bis 1992 ständiger Vertreter des Leiters der Botschaft Kigali (Ruanda) wurde. Von 1992 bis 1995 folgte eine Zeit als Personalplaner für den höheren Dienst in der Zentralabteilung des Auswärtigen Amts. Von 1995 bis 1998 als Pressereferent an der Botschaft Jakarta tätig, wechselte er von 1998 bis 2001 an die Ständige Vertretung bei den Vereinten Nationen in New York, wo er als Referent in der politischen Abteilung Fragen des Sicherheitsrats und Asiens bearbeitete. Er kehrte 2001 in die Zentrale des Auswärtigen Amts zurück, um stellvertretender Leiter des Referats für allgemeine Personalangelegenheiten zu werden. 2004 wechselte er an die Botschaft Lima (Peru), wo er erneut als ständiger Vertreter des Leiters fungierte. Im Jahr 2008 wurde er in der Berliner Zentrale zum Leiter des Referats für „Menschenrechte, internationalen Menschenrechtsschutz, EU-Menschenrechtspolitik“ bestellt. Bereits ein Jahr später, 2009, wurde er Referatsleiter für „Personalentwicklung und -planung, höherer Dienst“. 2011 wurde er Leiter des Büros der Staatssekretäre des Auswärtigen Amts.
Im Jahr 2012 erfolgte eine Versetzung in den Dienst des Landes Berlin, wo Lamlé Protokollchef und Leiter der Abteilung Auslandsangelegenheiten des Regierenden Bürgermeisters wurde. Von Januar bis Juli 2015 übernahm Lamlé die Leitung des Generalkonsulats Erbil (Irak). Von 2015 bis 2017 verantwortete Lamlé als Beauftragter für Lateinamerika und Karibik im Auswärtiges Amt die Politik der Bundesregierung in dieser Region. Von 2017 bis 2021 war er Generalkonsul in Hongkong.
Von August 2021 bis 2023 war Lamlé Botschafter in Riad (Saudi-Arabien). Seit 2023 ist er Botschafter in Argentinien.